# Pioneer LaserActive
Le LaserActive (レーザーアクティブ, RēzāAkutibu) est une console de jeux vidéo ainsi qu'une technologie convergente capable de lire des Laserdiscs, disques compacts, disques de jeux vidéo, LD-G et disques de karaoké. Le système est conçu par Pioneer Corporation, il est sorti en 1993. En plus des jeux LaserActive, des modules vendus séparément (appelés « PAC » par Pioneer) rendent compatibles des jeux Mega Drive et PC Engine stockés sur cartouche et CD-ROM.
Pioneer met en vente le modèle CLD-A100 au Japon le 20 août 1993 à 89 800 yens, et le sort aux États-Unis le 13 septembre 1993 à 970 dollars. En décembre 1993, NEC sort une version clonée du système, le NEC PDE-LD1, proposé à un prix identique au système d'origine, il est également compatible avec les modules PAC de Pioneer.
Le LaserActive ne lit que le format laserdisc ntsc . Cependant pour les jeux il ne possède pas de blocage territorial, permettant la lecture des logiciels par n'importe quel modèle vendu à travers le monde.

## Accessoires

### Modules PAC
Dans les rubriques ci-dessous, le numéro de modèle japonais est répertorié en premier, suivi par le numéro de modèle nord-américain.
Sega PAC (PAC-S1 / PAC-S10)
Pioneer Electronics et Sega Enterprises conçoivent ce module qui permet aux utilisateurs de jouer à des disques LaserActive « Mega LD discs » de 8 et 12 pouces, en plus des centaines de jeux Mega-CD et Mega Drive, ainsi que des disques CD+G. C'est l'extension la plus populaire de la console, elle est achetée par la plus grande partie des propriétaires de LaserActive, elle coute environ 600 dollars à sa sortie. L'extension est livrée avec la manette de jeu de la Mega Drive marquée d'un logo Pioneer LaserActive doré.
NEC PAC (PAC-N1 / PAC-N10)
Pioneer Electronics et NEC Home Electronics mettent au point ce module qui permet aux utilisateurs de jouer à des disques LaserActive « LD-ROM2 » de 8 et 12 pouces, des jeux sur HuCards, ainsi que des disques PC-Engine et CD+G. La version japonaise de la NEC PAC n'est pas compatible avec les jeux sur HuCard américains, et vice versa. Le prix de vente était de 600 dollars. Le module est livré avec la manette de jeu du PC Engine marquée d'un logo Pioneer LaserActive doré.
Karaoke PAC (PAC-K1 / PAC-K10)
Cette PAC permet au CLD-A100 d'utiliser tous les titres « NTSC LaserKaraoke ». La face avant dispose de deux entrées micro avec contrôles de volume séparés, ainsi qu'un contrôle de tonalité. Le prix de vente était de 350 dollars.
Computer Interface PAC (PAC-PC1)
Cette interface pour ordinateur dispose d'un port RS-232, permettant le contrôle du CLD-A100 par un logiciel spécifique conçu pour un ordinateur personnel. Le module est assorti d'une télécommande infrarouge à 33 boutons, offrant plus de fonctionnalités que la télécommande à 24 boutons fournie en série avec le CLD-A100. Ce PAC comprend également un programme informatique appelé « LaserActive Programme Editor » sur disquette pour DOS et Mac OS. Les disquettes proposent quelques exemples de programmes créés avec l'éditeur pour une utilisation avec les cinq premiers LaserDiscs de la série d'anime Tenchi Muyo!.

### LaserActive 3-D Goggles
Les LaserActive 3-D Goggles (modèle GOL-1) sont des lunettes à obturation LC compatibles avec au moins quatre jeux « LD-ROM 3D-ready » : 3-D Museum (1994), Vajra 2 (1994), Virtual Cameraman 2 (1994), et 3D Virtual Australia (1996). 3D Virtual Australia est le dernier jeu à sortir sur LaserActive.
Les lunettes sont également compatibles avec la Master System, et sont interchangeables avec les lunettes 3D SegaScope. Elles peuvent être utilisées pour regarder des images 3D  de type autostéréogramme.
Un adaptateur (modèle ADP-1), conditionné et vendu séparément, permet à l'utilisateur de connecter une ou deux paires de LaserActive 3-D Goggles au CLD-A100.

## Jeux
Les jeux LaserActive standards sont codés sur Laserdisc en tant que LD-ROM. Un LD-ROM a une capacité de 540 Mo avec 60 minutes d'audio et de vidéo analogiques.
| Nom du jeu                                               | Territoires | Modules requis | Date de sortie | Référence du catalogue |
| -------------------------------------------------------- | ----------- | -------------- | -------------- | ---------------------- |
| 3-D Museum                                               | Japon       | Sega, Goggles  | 1994           | PEASJ1012              |
| 3-D Museum                                               | États-Unis  | Sega, Goggles  | 1994           | PEASU1012              |
| 3D Virtual Australia                                     | Japon       | Sega, Goggles  | March 11, 1996 | PEASJ5042              |
| Akuma no Shinban (Demon's Judgment)                      | Japon       | NEC            |                | PEANJ5003              |
| Angel Mate                                               | Japon       | NEC            |                | PEANJ5002              |
| Back To The Edo                                          | Japon       | Sega           |                | PEASJ5021              |
| Bi Ryojon Collection (Pretty Illusion - Minayo Watanabe) | Japon       | NEC            | 1994           | PEANJ5025              |
| Bi Ryojon Collection II (Pretty Illusion - Yuko Sakaki)  | Japon       | NEC            | 1994           | PEANJ5028              |
| Don Quixote                                              | États-Unis  | Sega           |                | PEASU5022              |
| Dora Dora Paradise                                       | Japon       | NEC            |                | PEANJ5005              |
| Dr. Paolo No Totteoki Video                              | Japon       | Sega           |                | PEASJ5030              |
| Ghost Rush!                                              | États-Unis  | Sega           |                | PEASU1018              |
| Goku                                                     | Japon       | NEC            |                | PEANJ1032              |
| Goku                                                     | États-Unis  | Sega           |                | PEASU1010              |
| The Great Pyramid                                        | Japon       | Sega           |                | PEASJ5002              |
| The Great Pyramid                                        | États-Unis  | Sega           |                | PEASU5002              |
| High Roller Battle                                       | Japon       | Sega           | 1993           | PEASJ1002              |
| High Roller Battle                                       | États-Unis  | Sega           | 1993           | PEASU1002              |
| Hyperion                                                 | Japon       | Sega           | 1994           | PEASJ5019              |
| Hyperion                                                 | États-Unis  | Sega           | 1994           | PEASU5019              |
| I Will: The Story of London                              | Japon       | Sega           | 1993           | PEASJ1001              |
| I Will: The Story of London                              | États-Unis  | Sega           | 1993           | PEASU1001              |
| J.B. Harold - Blue Chicago Blues                         | Japon       | Sega           |                | PEASJ5036              |
| J.B. Harold - Blue Chicago Blues                         | États-Unis  | Sega           |                | PEASU5036              |
| J.B. Harold - Blue Chicago Blues                         | Japon       | NEC            |                | PEANJ5017              |
| J.B. Harold - Manhattan Requiem                          | Japon       | Sega           |                | PEASJ5004              |
| J.B. Harold - Manhattan Requiem                          | États-Unis  | NEC            |                | PEANU5004              |
| Melon Brains                                             | Japon       | Sega           | 1994           | PEASJ1011              |
| Melon Brains                                             | États-Unis  | Sega           | 1994           | PEASU1011              |
| Myst                                                     | États-Unis  | Sega           | prototype      |                        |
| Pyramid Patrol                                           | Japon       | Sega           | 1993           | PEASJ5001              |
| Pyramid Patrol                                           | États-Unis  | Sega           | 1993           | PEASU5001              |
| Quiz Econosaurus                                         | Japon       | NEC            | 1993           | PEANJ5001              |
| Quiz Econosaurus                                         | États-Unis  | NEC            | 1993           | PEANU5001              |
| Road Blaster                                             | Japon       | Sega           |                | PEASJ1033              |
| Road Prosecutor                                          | États-Unis  | Sega           | 1994           | PEASU1033              |
| Rocket Coaster                                           | États-Unis  | Sega           | 1993           | PEASU5013              |
| Space Berserker                                          | Japon       | Sega           |                | PEASJ1003              |
| Space Berserker                                          | États-Unis  | Sega           |                | PEASU1003              |
| Steel Driver                                             |             |                | non publié     |                        |
| Time Gal                                                 | Japon       | Sega           | 1995           | PEASJ5039              |
| Triad Stone (aka Strahl)                                 | Japon       | Sega           | 1994           | PEASJ5014              |
| Triad Stone (aka Strahl)                                 | États-Unis  | Sega           | 1994           | PEASU5014              |
| Vajra                                                    | Japon       | NEC            | 1993           | PEANJ1001              |
| Vajra                                                    | États-Unis  | NEC            | 1993           | PEANU1001              |
| Vajra 2                                                  | Japon       | NEC, Goggles   | 1994           | PEANJ1016              |
| Virtual Cameraman                                        | Japon       | Sega           | 1993           | PEASJ5015              |
| Virtual Cameraman 2                                      | Japon       | Sega, Goggles  | 1994           | PEASJ5020              |
| Zapping TV Satsui                                        | Japon       | NEC            | 1994           | PEANJ5023              |

## Dispositifs contemporains
Au début des années 1990, un certain nombre de fabricants d'électronique grand public conçoit des technologies convergentes autour de la technologie du CD-ROM. À l'époque, les systèmes CD-ROM sont chers. Le LaserActive est l'un des nombreux systèmes polyvalents, multi-format, et haut de gamme de divertissement à domicile avec logiciels stockés sur disque optique. Ces systèmes sont les prémices des premières conceptions du divertissement multimédia. L'Amiga CDTV, le CD-i, la 3DO Interactive Multiplayer, et Tandy Video Information System sont des systèmes comparables au LaserActive dans cette approche du marché.